# Kevin Wekker
Kevin Wekker (23 februari 1987) is een Nederlands acteur.

## Levensloop
Wekker had een klein rolletje in Onderweg naar Morgen, maar hij werd vooral bekend door zijn rol in Het Huis Anubis. In 2008 nam Wekker de rol van Appie Tayibi op zich nadat Achmed Akkabi stopte om een theateropleiding te volgen. Naast de televisieserie speelde Wekker de rol van Appie tevens in de films Anubis en de wraak van Arghus en Het Huis Anubis en de terugkeer van Sibuna. Tevens was wekker als hem te zien in de theatershows Anubis en de Legende van het Spooktheater en Anubis en het Geheim van de Verloren Ziel.

## Filmografie

### Televisie
- 1999: Leven en dood van Quidam Quidam, als jongen op Randstand universiteit
- 2006: Onderweg naar Morgen, als Germaine
- 2008-2009: Het Huis Anubis, als Appie Tayibi
- 2016: Goede tijden, slechte tijden, als technisch-rechercheur Brian
- 2021: Flikken Rotterdam, als wijkagent Van Lingen
- 2021: Adem in Adem uit, als koerier
- 2024: Monsters at Work, als Evert (stem)

### Film
- 2009: Anubis en de wraak van Arghus, als Appie Tayibi
- 2010: Het Huis Anubis en de terugkeer van Sibuna, als Appie Tayibi

### Theater
- 2009-2010: Anubis en de Legende van het Spooktheater, als Appie Tayibi
- 2011-2012: Anubis en het Geheim van de Verloren Ziel, als Appie Tayibi